# Lake Rotokare
Der Lake Rotokare ist ein See im South Taranaki District der Region Taranaki auf der Nordinsel von Neuseeland.

## Geographie
Der Lake Rotokare befindet sich rund 9 km östlich von Eltham und rund 17,5 km nordnordöstlich von Hawara. In der Form eines auf dem Kopf stehendes „T“ erstreckt sich der See über eine Fläche von 17,8 Hektar, misst der Länge nach rund 875 m in Nord-Süd-Richtung und an seiner breitesten Stelle rund 150 m. Die mittlere Tiefe des Lake Rotokare wird mit mehr als 6 m angegeben.
Gespeist wird der See durch ein paar wenige kleine Bäche und seine Entwässerung findet am südwestlichen Ende des Sees über den Ararata Stream statt.

## Geologie
Der See ist durch einen Erdrutsch entstanden.

## Lake Rotokare Scenic Reserve
Das Lake Rotokare Scenic Reserve ist mit einer Fläche von 230 Hektar das größte eingezäunte Feucht- und Schutzgebiet in Neuseeland und stellt mit seinem einheimische Wald- und Feuchtgebiet rund um den See den letzten großen Überrest des ursprünglichen Ngaere-Sumpfgebiets dar. Es ist auch das einzige große Gebiet mit einer einheimischen Vegetation im südwestlichen Teil von Taranaki.
Zum Schutz und zur Pflege des Scenic Reserve hatte sich im Jahr 2004 der Rotokare Scenic Reserve Trust gegründet.

## Rotokare Walkway
Der See mit seinem Überrest eines Sumpfgebietes kann über den Rotokare Walkway einmal umrundet werden.